# Numicia herbida
Numicia herbida är en insektsart som beskrevs av Stsl 1866. Numicia herbida ingår i släktet Numicia och familjen Tropiduchidae. Inga underarter finns listade i Catalogue of Life.